# La manopla (cuento popular)
La manopla (en ucraniano: Рукавичка) es un cuento de hadas ucraniano. 
Los documentos históricos que registran los orígenes de "The Mitten" se remontan al siglo XIX e incluyen las compilaciones de folclore de destacados investigadores como Pavlo Chubynsky e Iván Rudchenko.

## Reseña
Este cuento popular ucraniano ha sido recreado en diversas variantes. En su narrativa principal, un individuo pierde su guante en un bosque nevado durante un crudo invierno. Progresivamente, varios animales van llegando y se acomodan dentro del guante para resguardarse del frío. Sin embargo, llega un punto en el que el guante ya no puede contener a todos los que buscan refugio en su interior. Por lo tanto, el guante se abre y todos los animales son arrojados de vuelta al frío.

### Variaciones
Las variantes de este cuento presentan distintos protagonistas que pierden el guante, siendo en algunas versiones un niño quien lo extravió. Además, los animales que participan varían entre versiones, aunque suelen incluir un ratón, una rana, una liebre, un zorro, un lobo, un jabalí y un oso. Conforme avanza la historia, los animales que se cobijan en el guante aumentan en número. En ciertas narrativas, cada animal es caracterizado con adjetivos o apodos específicos. Es común que, antes de unirse al grupo, el recién llegado solicite permiso a los animales ya presentes en el guante. La capacidad del guante llega a su límite y en ocasiones un estornudo es el desencadenante que provoca que los animales ya no quepan dentro. En algunas versiones, la persona que perdió el guante lo recupera después de que los animales se han marchado. 

## Traducciones
La historia ha sido traducida a varios idiomas que incluyen inglés, japonés, azerí, francés, alemán y ruso.
Sin embargo, una de las versiones con más éxito en inglés es la de Jan Brett . 

## Adaptaciones
En  el año 1996, el estudio de cine de animación ucraniano Ukranimafilm estrenó la película animada en las pantallas grandes, titulada The Mitten  con N. Marchenkova, como guionista y directora.
En 2001, Ukrposhta, el servicio postal de Ucrania, publicó en conmemoración una serie de sellos de cuentos de hadas ucranianos, que incluian el cuento de The Mitten.